# AN/ALQ-162
Bei dem AN/ALQ-162 (JETDS-Bezeichnung) handelt es sich um ein luftgestütztes System für Elektronische Gegenmaßnahmen auf kurze Entfernung. Es wird von dem US-Konzern Northrop Grumman produziert. Das System ermöglicht die automatische Radarstörung von Boden-Luft- und luftgestützten Abfangraketen, die zur Lenkung ein Dauerstrichradar (CW-Radar) verwenden.

## Plattformen
Flugzeuge
- A-7 Corsair II
- F-4 Phantom II
- F-16 Fighting Falcon
- F/A-18 Hornet
- Hawker Siddeley Harrier
- C-130J „Herkules II“

Hubschrauber
- AH-64 Apache
- MH-47E Chinook
- EH-60A Quick Fix
- MH-60K Black Hawk

## Nutzer
- Ägypten
- Dänemark
- Italien
- Kanada
- Kuwait
- Spanien
- Vereinigte Staaten

## Technische Daten
- Volumen: 0,012 m³
- Gewicht: 19,2 kg
- Frequenzbereich: 6–8 GHz und 10–20 GHz
- Energiebedarf: 0,65 kW
- Stückpreis: ~340.000 US-Dollar